# Jacky Flynt
Jacky Flynt, geboren als Jacqueline Figueiredo (Reims, 26 april 1923 - Neuilly-sur-Seine, 4 juli 2018), was een Franse actrice en zangeres. Ze stond bekend om haar rol in La cage aux filles in 1949.

## Biografie
Jacky Flynt begon als Petit rat (jonge leerling van de dansschool) op de balletschool l'Opéra national de Paris. Ze bleef in de artistieke wereld, met optredens in het Circus en als figurant in het Casino de Paris, van Henri Varna.
Ze creëerde de opera La Belle de Cadix met Luis Mariano in 1945 en begon toen aan een filmcarrière, waarbij ze in een aantal films verscheen, waaronder Madame et son flirt met Andrex. Ook speelde ze in La Cage aux filles van Maurice Cloche en Les Amants de bras-mort van Marcel Pagliero. Ze had ook twee 45's opgenomen. Ze bracht Mon homme en Comme Fréhel / Le cœur américain uit in 1978 op vinyl.
Ze overleed op 95-jarige leeftijd op 4 juli 2018 in Neuilly-sur-Seine.

## Filmografie
| Jaar | Titel                                    | Rol                  |
| ---- | ---------------------------------------- | -------------------- |
| 1944 | Bonsoir mesdames, bonsoir messieurs      | Charlotte            |
| 1946 | Madame et son flirt                      | La danseuse          |
| 1946 | Jeux de femmes                           | N/A                  |
| 1948 | Le destin exécrable de Guillemette Babin | Mathilde             |
| 1949 | La louve                                 | Pulchérie            |
| 1949 | La cage aux filles                       | Rita                 |
| 1950 | Cartouche, roi de Paris                  | Vénus, la bohémienne |
| 1950 | La portatrice di pane                    | Amanda               |
| 1951 | Les amants de Bras-Mort                  | Maguy                |